# Anopheles barberi
Anopheles barberi este o specie de țânțari din genul Anopheles, descrisă de Daniel William Coquillett în anul 1903. Conform Catalogue of Life specia Anopheles barberi nu are subspecii cunoscute.